# Dysmachus putoni
Dysmachus putoni är en tvåvingeart som beskrevs av Seguy 1927. Dysmachus putoni ingår i släktet Dysmachus och familjen rovflugor. Inga underarter finns listade i Catalogue of Life.